# Barrington J. Bayley
Barrington John Bayley (* 9. April 1937 in Birmingham; † 14. Oktober 2008) war ein britischer Science-Fiction-Autor. Er veröffentlichte seine Werke zumeist als Barrington J. Bayley, aber auch unter den Pseudonymen Alan Aumbry, John Diamond, P. F. Woods und in Zusammenarbeit mit Michael Moorcock als Michael Barrington.

## Leben
Barrington J. Bayley wuchs in Newport (Shropshire) auf, arbeitete in den unterschiedlichsten Berufen (als Büroangestellter, in einer Kohlenmine und kurz als Reporter für das Wellington Journal) und trat 1955 der Royal Air Force bei. Zu diesem Zeitpunkt war bereits seine erste Kurzgeschichte Combat's End in einem Magazin gedruckt worden. Er verließ die Royal Air Force 1957 und war fortan als freier Autor für verschiedene Zeitungen und Zeitschriften tätig, meist unter Pseudonym. In den 1960er Jahren erschienen seine Kurzgeschichten regelmäßig im Magazin New Worlds, später auch in Interzone. 
1970 veröffentlichte er seinen ersten Roman Star Virus, der in Deutschland in der Science-Fiction-Reihe Gemini erschien. Insgesamt erschien nur ein kleiner Teil seiner Bücher in deutscher Übersetzung. Sein Roman The Zen Gun war 1983 für den Philip K. Dick Award nominiert.
2008 verstarb Barrington J. Bayley an Komplikationen infolge von Darmkrebs.

## Auszeichnungen
- 1984 Seiun Award für The Garments of Caean als bester fremdsprachiger Roman
- 1985 Seiun Award für The Zen Gun als bester fremdsprachiger Roman
- 1989 Interzone Readers Poll in der Kategorie „All-Time Best Sf Author“
- 1990 Seiun Award für Collision with Chronos als bester fremdsprachiger Roman
- 1995 Interzone Readers Poll für Gnostic Endings in der Kategorie „Fiction“
- 1997 British Science Fiction Association Award für A Crab Must Try in der Kategorie „Short Fiction“
- 2001 Interzone Readers Poll für The Worms of Hess in der Kategorie „Fiction“

## Bibliografie

### Serien und Zyklen
Soul of the Robot (Romanserie)
- Soul of the Robot (1974; auch: The Soul of the Robot, 1976)
  - Deutsch: Die Seele des Roboters. Übersetzt von Joachim Körber. Moewig Science Fiction #3642, 1984, ISBN 3-8118-3642-0.
- The Rod of Light (1985)

Warhammer 40.000
- Children of the Emperor (in: Inferno! #7, July 1998)
- Eye of Terror (1999)
- The Lives of Ferag Lion Wolf (in: Inferno! #14, September 1999; auch: The Lives of Ferag Lion-Wolf, 2001)
- Battle of the Archaeosaurs (in: Inferno! #18, May-June 2000)
- Hive Fleet Horror (in: Inferno! #20, September-October 2000)

### Romane
- The Star Virus (Kurzroman in: New Worlds SF, #142 May-June 1964)
  - Deutsch: Der Sternenvirus. Übersetzt von Heinz F. Kliem. Kelter (Gemini Science Fiction #40), 1977.
- Annihilation Factor (1972)
  - Deutsch: Der Vernichtungsfaktor. Übersetzt von Harald Pusch. Ullstein Science Fiction & Fantasy #31093, 1985, ISBN 3-548-31093-1.
- Empire of Two Worlds (1972)
  - Deutsch: Das Zwei-Welten-Imperium. Übersetzt von Marcel Bieger. Ullstein Science Fiction & Fantasy #31075, 1984, ISBN 3-548-31075-3.
- Collision Course (1973; auch: Collision with Chronos, 1989)
- The Fall of Chronopolis (1974)
- The Garments of Caean (1976)
- The Grand Wheel (1977)
- Star Winds (1978)
- The Pillars of Eternity (1982)
- The Zen Gun (1983)
- The Forest of Peldain (1985)
- The Great Hydration (2005)
- The Sinners Of Erspia (2005)

### Sammlungen
- The Knights of the Limits (1978)
  - Deutsch: Die Grenzritter. Übersetzt von Joachim Körber. Moewig (Playboy Science Fiction #6741), 1985, ISBN 3-8118-6741-5.
- The Seed of Evil (1979)
  - Deutsch: Die Saat des Bösen. Übersetzt von Udo Hösterey und Baldur Buscher. Ullstein Science Fiction & Fantasy #31088, 1984, ISBN 3-548-31088-5.
- The Fall of Chronopolis and Collision with Chronos (1989, Sammelausgabe)
- The Pillars of Eternity and The Garments of Caean (1989, Sammelausgabe)

### Kurzgeschichten
1954
- Combat’s End (1954, in: Vargo Statten British Science Fiction Magazine, Vol 1 No 4; auch: Cosmic Combatants, 1974)

1955
- Cold Death (in: Operation Fantast, #17 March 1955)
- Last Post (1955, in: The British Science Fiction Magazine, Vol 1 No 12)
- Kindly Travellers (in: Authentic Science Fiction Monthly, #59 (July) 1955)
- The Bargain (1955, in: British Space Fiction Magazine, Vol. 2, No. 4)
- Martyrs Appointed (1955, in: British Space Fiction Magazine, Vol. 2, No. 5)

1956
- The Reluctant Death (in: Authentic Science Fiction Monthly, #65 (January) 1956)
- Fugitive (1956, in: British Space Fiction Magazine, Vol. 2, No. 7)

1959
- Consolidation (1959, in: Nebula Science Fiction, Number 38)
- Peace on Earth (in: New Worlds Science Fiction, #89 December 1959; mit Michael Moorcock)

1962
- The Big Sound (1962, in: Science Fantasy, #51 February)
- Fishing Trip (1962, in: Science Fiction Adventures, No. 26; auch: The Ship That Sailed the Ocean of Space, 1974)
  - Deutsch: Das Schiff auf dem Ozean der Zeit. In: Barrington J. Bayley: Die Saat des Bösen. 1984.
- Double Time (1962, in: New Worlds Science Fiction, #120 July)
- The Radius Riders (1962, in: Science Fiction Adventures, No. 27)
  - Deutsch: Die Radius-Reise. In: Barrington J. Bayley: Die Saat des Bösen. 1984.
- The Radius Raiders (1962)
  - Deutsch: Die Radius-Reise. In: Barrington J. Bayley: Die Saat des Bösen. 1984.

1963
- Natural Defence (1963, in: New Worlds Science Fiction, #133 August)
- Return Visit (1963, in: New Worlds Science Fiction, November)

1964
- The Countenance (1964, in: New Worlds Science Fiction, January)
  - Deutsch: Das Gesicht. In: Barrington J. Bayley: Die Saat des Bösen. 1984.
- Flux (1964, in: John Carnell (Hrsg.): Lambda I and Other Stories; mit Michael Moorcock)
- Farewell, Dear Brother (1964, in: New Worlds Science Fiction, April)
  - Deutsch: Lebwohl, lieber Bruder! In: Barrington J. Bayley: Die Saat des Bösen. 1984.
- Integrity (in: New Worlds SF, #144 September-October 1964)
  - Deutsch: Integrität. In: Barrington J. Bayley: Die Saat des Bösen. 1984.
- The Patch (in: New Worlds SF, #145 November-December 1964)

1965
- All the King’s Men (in: New Worlds SF, #148 March 1965)
  - Deutsch: Alle Männer des Königs. In: Joachim Körber (Hrsg.): Neue Welten. Sphinx (Edition 23), 1983, ISBN 3-85914-410-3.
- Reactionary (in: New Worlds SF, #149 April 1965)
- The Ship of Disaster (in: New Worlds SF, June 1965)
  - Deutsch: Das Schiff des Unheils. In: Josh Pachter (Hrsg.): Top Fantasy: Zweiter Teil. Heyne Science Fiction & Fantasy #4518, 1988, ISBN 3-453-02775-2.
- Catspaw (in: Tangent, September 1965)
- The Ship of Desaster (1965)
  - Deutsch: Das Schiff des Unheils. In: Josh Pachter (Hrsg.): Top Fantasy: Zweiter Teil. Heyne Science Fiction & Fantasy #4518, 1988, ISBN 3-453-02775-2.

1966
- A Taste of the Afterlife (in: New Worlds SF, September 1966; mit Charles Platt)
  - Deutsch: Vorgeschmack aufs Nachleben. In: Hans Joachim Alpers (Hrsg.): Kopernikus 3. Moewig Science Fiction #3523, 1981, ISBN 3-8118-3523-8.

1967
- Aid to Nothing (in: New Worlds and SF Impulse, April 1967)

1971
- Exit from City 5 (1971, in: Michael Moorcock (Hrsg.): New Worlds Quarterly #1)
  - Deutsch: Die Flucht aus Stadt Fünf. In: Barrington J. Bayley: Die Grenzritter. 1985.
- The Four-Color Problem (1971, in: Michael Moorcock (Hrsg.): New Worlds Quarterly 2)
- The Exit From City 5 (1971)
  - Deutsch: Die Flucht aus Stadt 5. In: Barrington J. Bayley: Die Grenzritter. 1985.

1972
- The Exploration of Space (1972, in: Michael Moorcock (Hrsg.): New Worlds Quarterly #4)
  - Deutsch: Die Erforschung des Raumes. In: Josh Pachter (Hrsg.): Top Science Fiction: Zweiter Teil. Heyne Science Fiction & Fantasy #4517, 1988, ISBN 3-453-02774-4. Auch als: Die Erforschung des Raums. In: Josh Pachter (Hrsg.): Top Science Fiction: Zweiter Teil. Heyne Science Fiction & Fantasy #4517, 1988, ISBN 3-453-02774-4.
- Man in Transit (1972, in: Michael Moorcock (Hrsg.): New Worlds Quarterly #4)
  - Deutsch: Mensch im Transit. In: Barrington J. Bayley: Die Saat des Bösen. 1984.

1973
- Me and My Antronoscope (1973, in: Michael Moorcock (Hrsg.): New Worlds Quarterly 5)
  - Deutsch: Ich und mein Antronoskop. In: Werner Fuchs (Hrsg.): Grotte des tanzenden Wildes. Droemer Knaur (Knaur Science Fiction & Fantasy #5754), 1982, ISBN 3-426-05754-9.
- An Overload (1973, in: Michael Moorcock und Charles Platt (Hrsg.): New Worlds 6)
  - Deutsch: Überladen. In: Barrington J. Bayley: Die Grenzritter. 1985.
- The Seed of Evil (1973, in: Kenneth Bulmer (Hrsg.): New Writings in SF 23)
  - Deutsch: Die Saat des Bösen. In: Barrington J. Bayley: Die Saat des Bösen. 1984.
- Mutation Planet (1973, in: Roger Elwood (Hrsg.): Frontiers 1; Tomorrow’s Alternatives)
  - Deutsch: Planet der Mutationen. In: Barrington J. Bayley: Die Grenzritter. 1985.

1974
- Maladjustment (1974, in: Hilary Bailey und Charles Platt (Hrsg.): New Worlds 7)
- The God-Gun (1974)
  - Deutsch: Die Gott-Kanone. In: Barrington J. Bayley: Die Saat des Bösen. 1984.
- The Infinite Searchlight (1974)
  - Deutsch: Unendlicher Strahl. In: Barrington J. Bayley: Die Saat des Bösen. 1984.
- Life Trap (1974)
  - Deutsch: Lebensfalle. In: Barrington J. Bayley: Die Saat des Bösen. 1984.
- Perfect Love (1974)
  - Deutsch: Vollendete Liebe. In: Barrington J. Bayley: Die Saat des Bösen. 1984.
- The Ship That Sailed the Ocean of Space (1974)
  - Deutsch: Das Schiff auf dem Ozean der Zeit. In: Barrington J. Bayley: Die Saat des Bösen. 1984.
- Sporting with the Chid (1974)
  - Deutsch: Spiel nicht mit den Chid. In: Barrington J. Bayley: Die Saat des Bösen. 1984.
- Wizard Wazo’s Revenge (1974)
  - Deutsch: Die Rache des Magiers. In: Barrington J. Bayley: Die Saat des Bösen. 1984.

1975
- The Bees of Knowledge (1975, in: Hilary Bailey (Hrsg.): New Worlds 8: The Science Fiction Quarterly)
  - Deutsch: Die Bienen des Wissens. In: Barrington J. Bayley: Die Grenzritter. 1985.

1976
- The Cabinet of Oliver Naylor (1976, in: Hilary Bailey (Hrsg.): New Worlds 10)
  - Deutsch: Das Kabinett des Oliver Naylor. In: Barrington J. Bayley: Die Grenzritter. 1985.

1978
- The Problem of Morley’s Emission (1978, in: Barrington J. Bayley: The Knights of the Limits)
  - Deutsch: Das Problem mit Morleys Sendung. In: Barrington J. Bayley: Die Grenzritter. 1985.

1983
- The Ur-Plant (in: Interzone, #4 Spring 1983)

1985
- Escapist Literature (in: Interzone, #13 Autumn 1985)

1988
- When They Asked Him What Happens (1988, in: Rob Meades und David B. Wake (Hrsg.): The Drabble Project)

1989
- Tommy Atkins (in: Interzone, #27 January-February 1989)
- Death Ship (1989, in: David Garnett (Hrsg.): Zenith: The Best in New British Science Fiction)
  - Deutsch: Das Todesschiff. In: Arthur W. Saha und Donald A. Wollheim (Hrsg.): Die besten Stories der amerikanischen Science Fiction: Worlds Best SF 9. Bastei Lübbe Science Fiction Special #24132, 1990, ISBN 3-404-24132-0.
- The Death of Arlett (in: Interzone, #32 November-December 1989)
- Cling to the Curvature! (1989, in: Rudy Rucker, Peter Lamborn Wilson und Robert Anton Wilson (Hrsg.): Semiotext[e] SF)
  - Deutsch: Folge der Krümmung! In: Wolfgang Jeschke (Hrsg.): Gogols Frau. Heyne Science Fiction & Fantasy #5090, 1994, ISBN 3-453-07259-6.

1990
- Galimatias (1990, in: Rob Meades und David B. Wake (Hrsg.): Drabble II – Double Century)
- Culture Shock (in: Interzone, #35 May 1990)
- The Phobeya (in: The Gate #2, 1990; mit Sean Bayley)

1991
- The Remembrance (1991, in: Brian Stableford (Hrsg.): Tales of the Wandering Jew)
- Light (1991, in: John Clute, Lee Montgomerie und David Pringle (Hrsg.): Interzone: The 5th Anthology)

1992
- Doctor Pinter in the Mythology Isles (1992, in: Brian Stableford (Hrsg.): The Dedalus Book of Femmes Fatales)
- Why Live? Dream! (in: Interzone, #59 May 1992)
- Don’t Leave Me (1992, in: Paul J. McAuley und Kim Newman (Hrsg.): In Dreams)
- Quiddity Wars (in: Interzone, #62 August 1992)
- Teatray in the Sky (in: Interzone, #64 October 1992)

1993
- The Way Into the Wendy House (in: Interzone, #71 May 1993)

1994
- Gnostic Endings: Flight to the Hypercosmos (in: Interzone, #85 July 1994)
- On the Ledge (in: Interzone, #88 October 1994)
- Love in Backspace (1994, in: David Garnett (Hrsg.): New Worlds 4)

1995
- Get Out of Here (in: Interzone, #94 April 1995)
- The Island of Dr Romeau (in: Interzone, #98 August 1995)

1996
- A Crab Must Try (in: Interzone, #103 January 1996)
- The Crear (in: Interzone, #110 August 1996)

2000
- The Sky Tower (2000, in: Spectrum SF, #2 April)
- Planet of the Stercorasaurs (in: Interzone, #158 August 2000)
- The Worms of Hess (in: Interzone, #160 October 2000)
- The Revolt of the Mobiles (in: Interzone, #161 November 2000)

2001
- Domie (in: Interzone, #172 October 2001)
- It Was a Lover and His Lass (2001, in: Sean Wallace (Hrsg.): Strange Pleasures)

2003
- The Multiplex Fixative (2003, in: Sean Wallace und Philip Harbottle (Hrsg.): Fantasy Annual 5)

2006
- Party Smart Card (in: Nature, March 30, 2006)

2007
- Formic Gender Disorder (in: Nature, August 23, 2007)